# رمانس (فیلم ۱۹۹۹)
«رمانس» (انگلیسی: Romance) یک فیلم درام رمانتیک به کارگردانی کاترین بریا محصول سینمای فرانسه است که سال ۱۹۹۹ منتشر شد. از بازیگران آن می‌توان به کارولین دوسه، فرانسوا برلئان و روکو سیفردی اشاره کرد.